# Senat für Wirtschaftsprüfersachen des Bundesgerichtshofs
Der Senat für Wirtschaftsprüfersachen ist ein Spezialsenat des Bundesgerichtshofs in Karlsruhe. Er gilt nach § 74 Abs. 1 S. 2 WiPrO als Strafsenat im Sinne des § 132 GVG.

## Errichtung
Der Senat für Wirtschaftsprüfersachen wurde zum 1. Januar 1962 errichtet.

## Zuständigkeit
Die Zuständigkeit des Senats erfasst kraft Gesetzes diejenigen Angelegenheiten, die in der Wirtschaftsprüferordnung dem Bundesgerichtshof zugewiesen sind, mit Ausnahme der Entscheidungen nach § 77 Abs. 2 WiPrO, für die der III. Zivilsenat zuständig ist.

## Besetzung
Der Senat für Wirtschaftsprüfersachen setzt sich nach § 74 Abs. 2 WiPrO aus einem Vorsitzenden und zwei beisitzenden Mitgliedern des Bundesgerichtshofs sowie zwei Berufsangehörigen als ehrenamtliche Beisitzer zusammen. Der Senat ist gegenwärtig (Stand: Januar 2024) wie folgt besetzt:
- Vorsitzender: Markus Jäger
- Stellvertretender Vorsitzender: Andreas Mosbacher
- Beisitzer: Claas Leplow
- Ehrenamtliche Beisitzer: Plankermann, Aicher, Hentschel, Lickfett, Lüngen